# Francisco Peñaloza
Francisco José Peñaloza Castro (Ibagué, Tolima, 15 de mayo de 1927-Bogotá, 21 de junio de 2004) fue un político colombiano. Alcalde de la ciudad de Ibagué en varios periodos por designación y uno por elección popular, fue condecorado como uno de los siete mejores Alcaldes de Colombia en 1992. En 1995 fue elegido como gobernador del departamento del Tolima.

## Biografía
Francisco Peñaloza, hijo de Francisco Peñaloza Castillo, empresario se casó con Teresa Espinosa, con quien tuvo dos hijos. Estudió su primaria en el colegio de los Hermanos Maristas y se graduó de bachillerato en el Colegio Tolimense de la ciudad de Ibagué. Su actividad comercial antes de entrar a la política fue la de empresario y no tuvo título profesional. Fue designado por primera vez a la alcaldía de Ibagué en el año 1966. Tras sus continuos viajes al exterior le dieron una visión distinta de la gestión empresarial y de gobierno, que quiso aplicar luego en su ciudad. Dentro de su trayectoria pública fue concejal de la ciudad de Ibagué, en dos ocasiones y Representante a la Cámara por el departamento del Tolima. 

### Alcalde de Ibagué
El 11 de marzo de 1990 fue elegido como alcalde de Ibagué por voto popular derrotando al candidato del liberal Alberto Santofimio en una candidatura cívica de extracción conservadora. Entre su gestión como alcalde se destaca la iluminación de las calles, construcción de avenidas que le daría ese carácter de capital a Ibagué, conservar la arquitectura de la ciudad, planificar el desarrollo de la misma, alistar la ciudad para los IX Juegos Atléticos Nacionales de 1970, siendo el director de obras, bajo el gobierno de Rafael Caicedo Espinosa, terminó por darle un nuevo rostro a su ciudad.
Como alcalde de Ibagué construyó la Avenida Ambalá, y planificó la Avenida Guabinal, que hoy atraviesa la ciudad en ocho kilómetros, y sentó el precedente de no cobrar por esta obra valorización alguna. La Avenida Ferrocarril la reanuda en otra de sus administraciones; construye la Avenida de Calambeo, prolonga La Ambalá, da al servicio la Avenida 60, hace puentes elevados, reestructura las empresas públicas de Ibagué, IBAL, pues en ese entonces se tenía la seguridad de contar con el suministro suficiente para una población de 600.000 habitantes con la que se esperaba contar para el año 2006.
La construcción de la segunda bocatoma permitiría que, en cualquier tiempo, este servicio se prestara normalmente, el relleno sanitario, la plazoleta Darío Echandía, repavimenta 300 mil metros de calles en concreto y asfalto y le da a la ciudad una señal gratuita de televisión internacional, a la que los ibaguereños llamaron Telepacho, esto porque de cariño le llamaban Pacho Peñaloza. Como alcalde de Ibagué expidió el Decreto 742 de 1991, por medio del cual reglamentaba la utilización del espacio público y reubicaba a los vendedores ambulantes, hecho que o controversia pues estos se negaron a acoger la medida.
Su última Alcaldía estuvo enmarcada entre las pugnas con el Concejo municipal de Ibagué que tenía mayorías afines a Alberto Santofimio, Peñaloza en aquel entonces por decreto promulgó el presupuesto, estimado en tres mil novecientos millones de pesos.

### Gobernador del Tolima
Fue elegido gobernador por más de ciento cincuenta mil tolimenses mientras mantuvo un alto índice de popularidad en su gobierno. Entre sus obras más importantes como Gobernador se destacan la construcción del Centro de Convenciones Alfonso López Pumarejo, ubicado en el primer piso de la Gobernación del Tolima e inaugurado en julio de 1997.
Así mismo, la restauración del Teatro Tolima en el centro de la ciudad y cuya construcción data de 1942. En su periodo, se mejoró la fachada, aumentó el número de sillas y se le adecuaron espacios para luces, foso para los músicos y puentes de carga. El edificio de la Beneficencia y el de parqueaderos, también forman parte de las obras más importantes de su gestión aunque estos últimos fueron subastados por la Central de Inversiones S.A. Los parqueaderos entraron a remate porque el gobierno departamental incumplió pagarés al Banco Cafetero, por una cifra cercana a los 1.000 millones de pesos.
Las vías intermunicipales también fueron un punto fundamental de su trabajo y de ellas se destacan el puente sobre el Río Magdalena que comunica a Suárez con Espinal y la pavimentación de las carreteras Líbano-Murillo, Coyaima-Ataco, Chaparral-Rioblanco, Chaparral-San Antonio, Ibagué-Rovira y Espinal-Suárez. La adecuación de 55 mil nuevas hectáreas bajo riego, con obras como el Triángulo del Tolima, la ampliación del distrito de Coello y los canales P1 y P2, la pavimentación de 350 kilómetros de vías dieron un cambio en la infraestructura departamental.

### Fallecimiento
A las 5:45 de la tarde el 21 de junio de 2004, en su residencia de Bogotá, falleció Francisco José Peñaloza Castro. El cuerpo del exgobernador Peñaloza, fue velado en cámara ardiente en el centro de convenciones Alfonso López Pumarejo de la Gobernación del Tolima.

## Reconocimientos
- En 1992 Francisco Peñaloza fue premiado con el Premio a la excelencia municipal que otorgó Fundaprogreso, patrocinado por periódico EL TIEMPO, Bavaria y Caracol a los siete mejores alcaldes de Colombia.[11]
- Una gran movilización humana despidió al Alcalde, Francisco José Peñaloza al finalizar su alcaldía en 1992, para agradecerle las obras realizadas durante su mandato. Peñaloza estuvo acompañado durante el desfile por su esposa Teresa, sus hijos y sus nietos.[12]
- La Alcaldía de Ibagué condecoró a Francisco Peñaloza con la medalla Andrés López de Galarza por la eminente trayectoria tanto en el sector público como el privado, en beneficio de la capital tolimense.[13]